# باچاتا (سبک موسیقی)
باچاتا ژانری از موسیقی است که در قرن بیستم در جمهوری دومینیکن سرچشمه گرفت. این سبک شامل عناصری از موسیقی اروپایی (عمدتاً اسپانیایی)، موسیقی بومی تاینو و موسیقی آفریقایی است که نمایانگر تنوع فرهنگی جمعیت دومینیکن است. نوعی رقص به نام باچاتا نیز با این موسیقی توسعه یافته است.